# Salicales
Salicales is een botanische naam, voor een orde van tweezaadlobbige planten: de naam is gevormd uit de familienaam Salicaceae. Een orde onder deze naam wordt vrij regelmatig erkend door systemen voor plantentaxonomie, maar niet door het APG-systeem (1998) en het APG II-systeem (2003).
In het Cronquist-systeem (1981), waar de orde geplaatst werd in diens onderklasse Dilleniidae, was de samenstelling van de orde:
- orde Salicales
familie Salicaceae

Het gaat hier om een relatief kleine groep met planten, omdat de familie door Cronquist in traditionele zin opgevat wordt (voornamelijk het geslacht Salix).
Dit is dezelfde omschrijving als in het Wettstein-systeem (1935), waar de orde werd ingedeeld in de onderklasse Choripetalae.